# Robinho (Fußballspieler, 1987)
Róbson Michael Signorini, genannt Robinho (* 10. November 1987 in Marialva), ist ein brasilianischer Fußballspieler. Der Rechtsfuß läuft als zentraler oder defensiver Mittelfeldspieler auf.

## Karriere
Robinho begann seine Laufbahn bei SC Internacional. Hier schaffte der Spieler den Sprung in den Profikader nicht und verließ 2006 den Klub. Nach Stationen bei unterklassigen Klubs kam er 2008 zum FC Santos. Mit diesem bestritt er am 13. Juni 2008 sein erstes Spiel in der brasilianischen Meisterschaft gegen den Fluminense FC. Sein erstes Spiel auf internationaler Klubebene bestritt Robinho in der Copa Sudamericana 2010. Zu der Zeit war er an den Avaí FC und spielte am 19. August gegen seinen eigentlichen Klub FC Santos. 2011 kehrte für die Staatsmeisterschaft von São Paulo zum FC Santos zurück, um danach fest zum Avaí FC zu wechseln.
Zur Saison 2015 unterzeichnete Robinho einen Kontrakt bis Ende 2018 bei der SE Palmeiras. Mit dem Klub konnte er in dem Jahr die Copa do Brasil gewinnen. Auch in die Saison 2016 startete Robinho noch mit Palmeiras in die Staatsmeisterschaft von São Paulo. Zum Start der Série A 2016 wurde er dann an den Cruzeiro EC ausgeliehen. Anfang 2017 wurde die Leihe bis Ende 2019 verlängert, Bestandteil dieses Geschäftes war die Leihe von Willian durch Cruzeiro an Palmeiras. Am 10. Juli gab Cruzeiro bekannt, dass dieser mit Robinho einen Vorvertrag abgeschlossen hat, der seine Verpflichtung ab Auslaufen seines Kontraktes am Jahresende beinhaltet. Der Vertrag erhielt eine Laufzeit bis Jahresende 2021.  Anfang Juni 2020 kündigte Cruzeiro den Vertrag mit Robinho vorzeitig.
Im August 2020 unterzeichnete Robinho einen Kontrakt beim Grêmio FBPA. Nach Abschluss der Série A 2020 verließ Robinho den Klub wieder. Anfang März 2021 unterzeichnete zum zweiten Mal beim Coritiba FC. In der Série B 2021 erreichte er mit dem Klub den dritten Platz (32 von 38 möglichen Spielen / kein Tor) und damit den Aufstieg in die Série A 2022. In der Liga kam Robinho auf 19 von 38 Spielen, davon acht in der Startelf.
Zum Start in die Saison 2023 wechselte Robinho wieder zum Avaí FC. Mit dem Klub trat er in der Staatsmeisterschaft an und begann in der Série B 2023. Bereits im Juni verließ er den Klub wieder und tingelt seitdem durch unterklassige Klubs seiner Heimat.

## Erfolge
Avaí
- Staatsmeisterschaft von Santa Catarina: 2010, 2012

Santos
- Staatsmeisterschaft von São Paulo: 2011
- Copa Libertadores: 2011

Coritiba
- Staatsmeisterschaft von Paraná: 2013, 2022

Palmeiras
- Copa do Brasil: 2015

Cruzeiro
- Copa do Brasil: 2017, 2018
- Staatsmeisterschaft von Minas Gerais: 2018, 2019

Grêmio
- Staatsmeisterschaft von Rio Grande do Sul: 2020

Paysandu
- Staatsmeisterschaft von Pará: 2024
- Copa Verde: 2024

Auszeichnungen
- Auswahlmannschaft Staatsmeisterschaft von São Paulo: 2015